# Frankrikes Grand Prix 1980
Frankrikes Grand Prix 1980 var det sjunde av 14 lopp ingående i formel 1-VM 1980. 

## Resultat
1. Alan Jones, Williams-Ford, 9 poäng
2. Didier Pironi, Ligier-Ford, 6
3. Jacques Laffite, Ligier-Ford, 4
4. Nelson Piquet, Brabham-Ford, 3
5. René Arnoux, Renault, 2
6. Carlos Reutemann, Williams-Ford, 1
7. John Watson, McLaren-Ford
8. Gilles Villeneuve, Ferrari
9. Riccardo Patrese, Arrows-Ford
10. Jochen Mass, Arrows-Ford
11. Derek Daly, Tyrrell-Ford
12. Jody Scheckter, Ferrari
13. Emerson Fittipaldi, Fittipaldi-Ford (varv 50, motor)
14. Jean-Pierre Jarier, Tyrrell-Ford

### Förare som bröt loppet
- Eddie Cheever, Osella-Ford (varv 43, motor)
- Marc Surer, ATS-Ford (26, växellåda)
- Patrick Depailler, Alfa Romeo (25, hantering)
- Mario Andretti, Lotus-Ford (18, växellåda)
- Keke Rosberg, Fittipaldi-Ford (8, snurrade av)
- Bruno Giacomelli, Alfa Romeo (8, hantering)
- Alain Prost, McLaren-Ford (6, transmission)
- Elio de Angelis, Lotus-Ford (3, koppling)
- Jean-Pierre Jabouille, Renault (0, transmission)
- Ricardo Zunino, Brabham-Ford (0, koppling)

### Förare som ej kvalificerade sig
- Geoff Lees, Shadow-Ford
- Jan Lammers, Ensign-Ford
- Dave Kennedy, Shadow-Ford

## VM-ställning
| Förarmästerskapet 1. Alan Jones, Williams-Ford, 28 2. Nelson Piquet, Brabham-Ford, 25 3. Didier Pironi, Ligier-Ford, 23 René Arnoux, Renault, 23 | Konstruktörsmästerskapet 1. Williams-Ford, 44 2. Ligier-Ford, 39 3. Brabham-Ford, 25 |